# Sân bay quốc tế Wellington
Sân bay quốc tế Wellington (tiếng Anh: Wellington International Airport)(IATA: WLG, ICAO: NZWN) là một sân bay quốc tế ở eo đất Rongotai isthmus, 7 km về phía Đông Nam của trung tâm Wellington, thủ đô của New Zealand.
Sân bay này là một trung tâm vận chuyển hàng không nội địa và cung cấp các kết nối hàng không với các thành phố lớn của Australia. Năm 2005 sân bay này phục vụ 4,6 triệu khách. Sân bay nằm trên diện tích 110 ha  Lưu trữ ngày 14 tháng 7 năm 2003 tại Wayback Machine, một diện tích nhỏ so với số hành khách mà nó phục vụ.

## Các hãng hàng không và các điểm đến

#### Quốc tế
- Air New Zealand (Brisbane, Gold Coast, Melbourne, Sydney)
- Qantas
  - JetConnect (Brisbane, Melbourne, Sydney)
- Virgin Blue
  - Pacific Blue (Brisbane)

#### Nội địa
- air2there (Blenheim, Nelson, Paraparaumu)
- Air Chathams (Chatham Islands - Tuuta)
- Air New Zealand (Auckland, Christchurch, Dunedin) 
  - Air Nelson (Nelson, New Plymouth, Tauranga, Hamilton, Napier, Rotorua, Westport, Invercargill)
  - Eagle Airways (Whangarei, Whakatane (từ 19.05.08), Gisborne, Taupo, Wanganui, Palmerston North, Nelson, Blenheim, Westport, Timaru)
  - Mount Cook Airline (Hamilton, Christchurch, Queenstown, Dunedin)
- Air West Coast (Greymouth, Westport)
- Capital Air (Takaka [seasonal])
- Qantas
  - JetConnect (Auckland, Christchurch)
- Virgin Blue
  - Pacific Blue (Auckland, Christchurch)
- Sounds Air (Kaikoura, Picton)